# Dębno (gmina w województwie zachodniopomorskim)
Dębno – gmina miejsko-wiejska położona jest w południowo-zachodniej części województwa zachodniopomorskiego, w powiecie myśliborskim. Siedzibą gminy jest miasto Dębno.
Miejsce w województwie (na 114 gmin):

powierzchnia 19., ludność 16.
Gmina stanowi 27,0% powierzchni powiatu myśliborskiego. Pod względem populacji jest to najbardziej zaludniona gmina powiatu.

## Położenie
Gmina jest położona w południowo-zachodniej części województwa zachodniopomorskiego, w zachodniej części powiatu myśliborskiego.
Sąsiednie gminy:
- Boleszkowice i Myślibórz (powiat myśliborski)
- Mieszkowice i Trzcińsko-Zdrój (powiat gryfiński)

w województwie lubuskim:
- Kostrzyn nad Odrą (miejska), Lubiszyn i Witnica (powiat gorzowski ziemski)

Do 31.12.1998 r. wchodziła w skład województwa gorzowskiego.

## Gospodarka
W 2014 r. ustanowiono podstrefę Dębno – Kostrzyńsko-Słubickiej Specjalnej Strefy Ekonomicznej, która obejmuje kompleks o łącznej powierzchni 3,66 ha, w granicach miasta (jego południowo-zachodnim obszarze). Przedsiębiorcy podejmujący działalność gospodarczą na terenie podstrefy mogą skorzystać ze zwolnienia z części podatku dochodowego CIT lub części dwuletnich kosztów pracy.

## Demografia
Dane z 30 czerwca 2004:
| Opis                              | Ogółem | Ogółem | Kobiety | Kobiety | Mężczyźni | Mężczyźni |
| --------------------------------- | ------ | ------ | ------- | ------- | --------- | --------- |
| Jednostka                         | osób   | %      | osób    | %       | osób      | %         |
| Populacja                         | 20 675 | 100    | 10 533  | 50,9    | 10 142    | 49,1      |
| Gęstość zaludnienia [mieszk./km²] | 64,9   | 64,9   | 33      | 33      | 31,8      | 31,8      |

Gminę zamieszkuje 30,7% ludności powiatu.

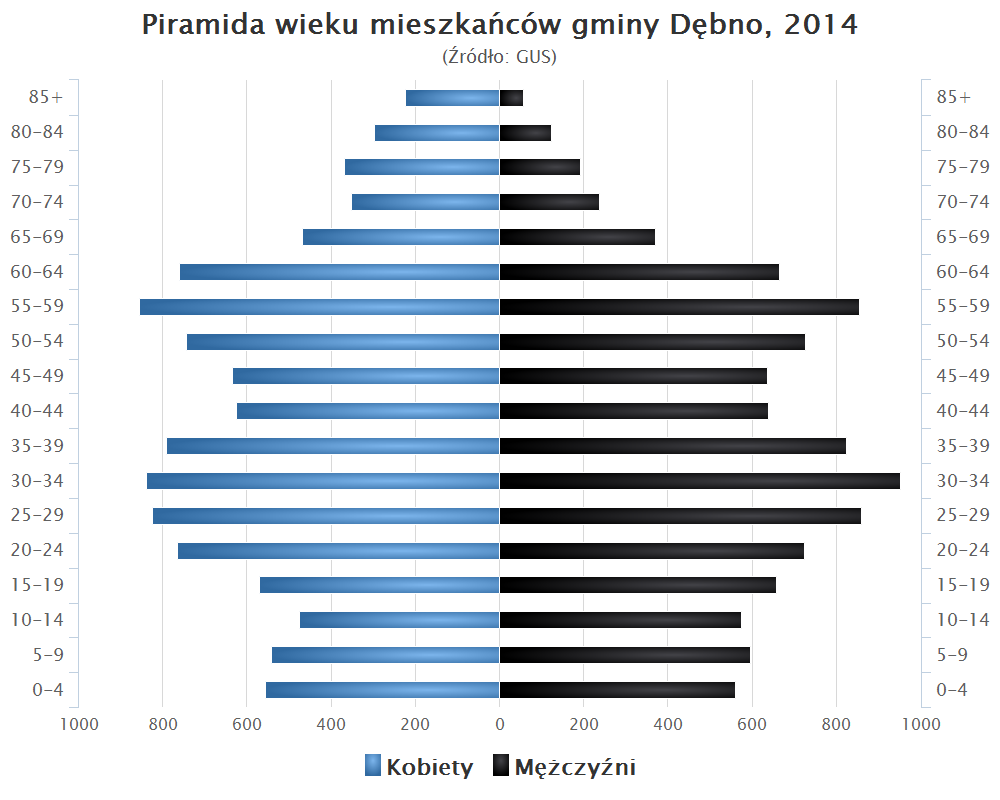
Piramida wieku mieszkańców gminy Dębno w 2014 roku

## Przyroda i turystyka
Gmina leży na Pojezierzu Myśliborskim. W gminie znajduje się rezerwat Czapli Ostrów położony na Jeziorze Ostrowieckim. Przez gminę przepływa dostępna dla kajaków rzeka Myśla, wytyczone zostały szlaki turystyczne: czerwony wzdłuż rzeki, niebieski przez zachodnie obrzeża gminy, żółty wzdłuż linii kolejowej, czarny z Warnic do Dolska przez rezerwat i zielony wzdłuż wschodniej granicy. Tereny leśne zajmują 51% powierzchni gminy, a użytki rolne 39%.

## Komunikacja
Przez gminę Dębno prowadzą drogi krajowe nr 23 łącząca miasto z Sarbinowem (9 km) i przez Barnówko (7 km) do Myśliborza (24 km) oraz nr 31 z Sarbinowa do Kostrzyna nad Odrą (8 km) i przez Chwarszczany (5 km) do Boleszkowic (12 km) oraz wojewódzkie: nr 126 z Dębna do Mieszkowic (19 km) i dalej do przejścia granicznego w Osinowie Dolnym (50 km), nr 127 przez Chwarszczany (8 km) do Porzecza nad Odrą (20 km) oraz nr 130 z Barnówka do skrzyżowania z drogą krajową nr 3 (29 km) i Gorzowa Wielkopolskiego (34 km)
Dębno (stacja Dębno Lubuskie) uzyskały połączenie kolejowe w 1882 r. po połączeniu Kostrzyna nad Odrą przez Myślibórz, Głazów i Pyrzyce ze Stargardem, a rok później także przez Głazów z Barlinkiem. W 1999 r. linia Pyrzyce – Kostrzyn nad Odrą została zamknięta.
W gminie czynny jest urząd pocztowy Dębno (nr 74-400).

## Administracja
W 2016 r. wykonane wydatki budżetu gminy Dębno wynosiły 92,1 mln zł, a dochody budżetu 95,1 mln zł. Zobowiązania samorządu (dług publiczny) według stanu na koniec 2016 r. wynosiły 16,4 mln zł, co stanowiło 17,2% poziomu dochodów.
Sołectwa: Barnówko, Bogusław, Cychry, Dargomyśl, Dolsk, Dyszno, Grzymiradz, Krężelin, Krześnica, Młyniska, Mostno-Więcław, Oborzany, Ostrowiec, Różańsko, Sarbinowo, Smolnica, Suchlica i Warnice.

## Miejscowości
- Dębno, miasto od 1562 r.

Siedziby sołectw gminy Dębno:
- Barnówko, Bogusław, Cychry, Dargomyśl, Dolsk, Dyszno, Grzymiradz, Krężelin, Krześnica, Młyniska, Mostno-Więcław, Oborzany, Ostrowiec, Różańsko, Sarbinowo, Smolnica, Suchlica i Warnice.

Miejscowości w sołectwach: Barnówko (osada), Borne, Borówno, Choszczówko, Grzybno, Hajnówka, Juncewo, Klepin, Łazy, Piołunek, Przylaszczka, Radzicz, Sulisław, Turze.